# Superfarmer

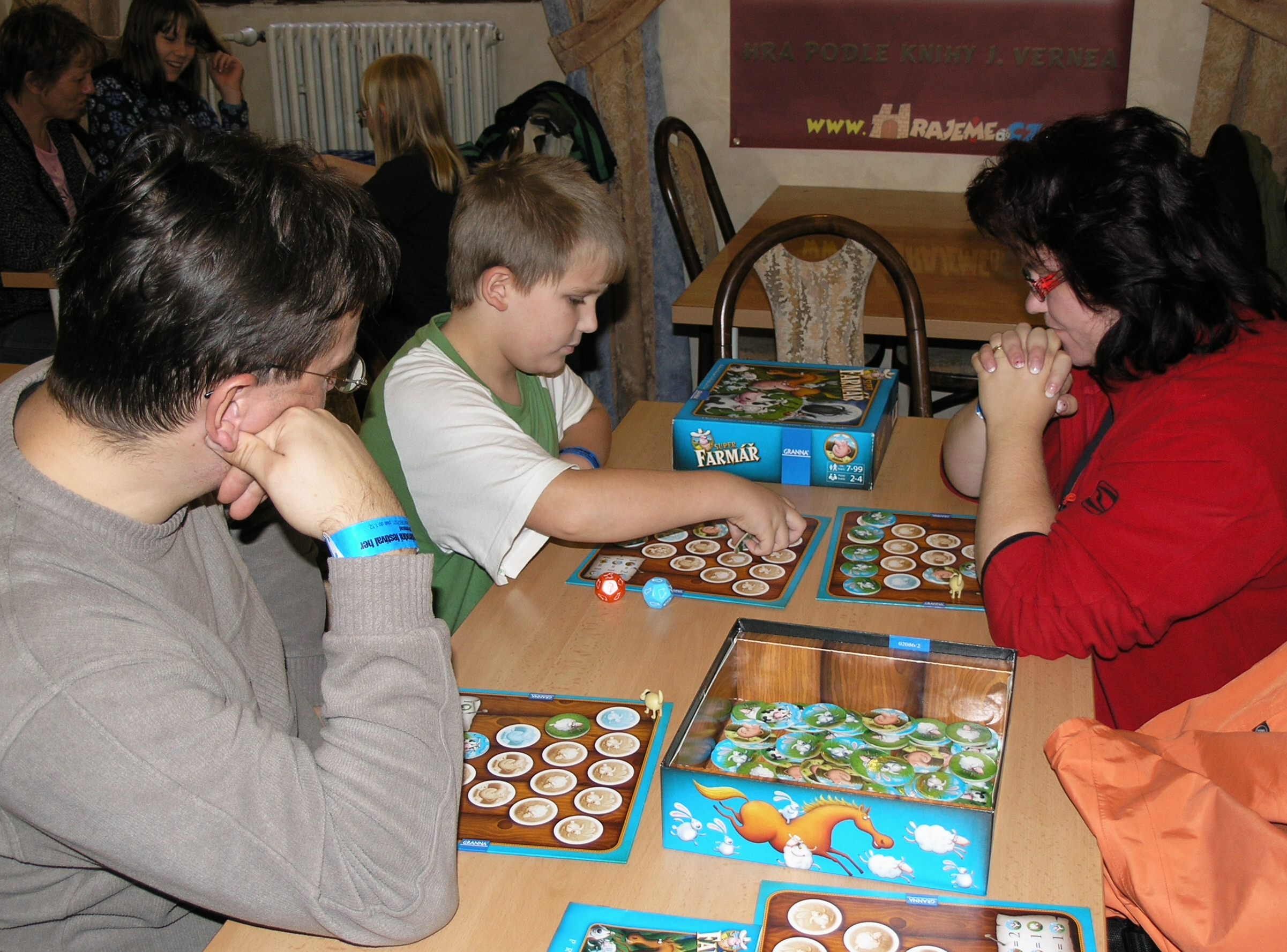
Super Farmer

Superfarmer (pierwotnie wydana pt. Hodowla zwierzątek) – gra planszowa autorstwa polskiego matematyka Karola Borsuka, pierwotnie wydana przez niego własnym sumptem w 1943 roku. Sprzedaż egzemplarzy gry miała być sposobem Borsuka na utrzymanie rodziny po tym, jak stracił pracę w wyniku zamknięcia przez niemieckie władze okupacyjne Uniwersytetu Warszawskiego. Zestawy do gry wykonywała osobiście jego żona, Zofia Borsukowa. W 1997 gra została wznowiona przez Wydawnictwo Granna pod nowym tytułem Superfarmer. W 2002 roku wydana została wersja kieszonkowa, a w 2007 na rynku pojawiła się edycja jubileuszowa, z nową szatą graficzną autorstwa Piotra Sochy. W kolejnych latach pojawiły się nowe edycje tej gry: Superfarmer Rancho (2013), Ufo Farmer (2014), Superfarmer z dodatkiem Borsuk (edycja limitowana, 2016) także z ilustracjami Piotra Sochy.

## Zasady gry

### Zestaw do gry
W grze może brać udział od dwóch do czterech graczy, którzy prowadzą swoje farmy (w wydaniu jubileuszowym są one przedstawione w postaci planszy – każdy gracz otrzymuje własną). Zwierzęta hodowlane symbolizują kartonowe żetony z ich wizerunkami. Hodować można króliki, owce, świnie, krowy oraz konie. Dodatkowo gracz może nabyć małego i dużego psa (w zestawie jubileuszowym mają one postać plastikowych figurek), które chronią jego inwentarz przed lisem i wilkiem. Ostatni element zestawu stanowią dwie dwunastościenne kostki, na których umieszczono wizerunki zwierząt hodowlanych oraz szkodników (lisa i wilka).

### Rozgrywka
Na początku gry farma (plansza) każdego z graczy jest pusta. Gracze rzucają (w turach) dwiema kostkami. Kiedy na obu kostkach wypadnie to samo zwierzę, gracz otrzymuje jedno zwierzę tego gatunku do swojej farmy. Od tego momentu liczba zwierząt posiadanych przez gracza na farmie oraz wyrzuconych przez niego na kostkach w danej kolejce sumuje się. Gracz otrzymuje jedno nowe zwierzę za każdą pełną parę tego samego gatunku, jaka będzie widniała na kostkach i jego planszy.
Przykłady: Gracz posiada w swoim stadzie dwa króliki i jedną owcę.
1. Na kostkach wypadają dwa króliki → łączna liczba królików to cztery, czyli dwie pełne pary, zatem gracz otrzymuje dwa nowe króliki do swojego stada.
2. Na kostkach wypadają jeden królik i jedna owca → łączna liczba królików to trzy, czyli jedna pełna para (trzeci królik bez pary nie ma w tym momencie znaczenia), zatem gracz otrzymuje jednego nowego królika; łączna liczba owiec to dwie, a więc również jedna pełna para, zatem gracz dostaje też jedną nową owcę.
3. Na kostkach wypadają jeden królik i jedna świnia → gracz otrzymuje tylko jednego królika (patrz p. 2); pojedyncza świnia nie tworzy pary, dlatego gracz nie otrzymuje zwierzęcia tego gatunku.
4. Na kostkach wypadają jedna świnia i jedna krowa → gracz nie ma ani jednej pary żadnego z tych gatunków, dlatego w tej kolejce nie otrzymuje nic.

Jeśli na jednej z kostek wypadnie lis, gracz traci wszystkie swoje króliki, chyba że posiada małego psa – wtedy traci tylko psa, a króliki pozostają nietknięte. Jeśli na kostce wypadnie wilk, gracz traci wszystkie zwierzęta oprócz konia i małego psa, chyba że posiada dużego psa – wówczas traci tylko tego psa.
Gracze mogą wymieniać posiadane zwierzęta ze stadem głównym (bankiem) lub między sobą. Obowiązują stałe kursy wymiany, podane w instrukcji gry i na planszach. Wygrywa ten gracz, który jako pierwszy będzie miał na swojej farmie co najmniej jedno zwierzę z każdego z pięciu gatunków hodowlanych.